# Tuwaso
Tuwaso is een bestuurslaag in het regentschap Nias Selatan van de provincie Noord-Sumatra, Indonesië. Tuwaso telt 748 inwoners (volkstelling 2010).